# بلدية الرمثا الجديدة
بلدية الرمثا الجديدة بلدية مركَزها لواء الرمثا، تقع في محافظة إربد شمال الأردن، في الجزء الأردني من سهل حوران، كما وتشكل لواء الرمثا إلى جانب بلدية سهل حوران التي تضم مدينة الطرة والشجرة. تتميز مناطق بلدية الرمثا الجديدة بأراضيها المنبسطة والزراعية ذات التربة الحمراء في جهة الغرب بينما تصبح التربة تميل للون الصحراء كلما اتجهنا شرقا، كما وتعتبر أوديتها جزءاً من روافد نهر اليرموك؛ إذ تعد المنقطة جزءاً لا يتجزأ من حوض نهر اليرموك.

## التأسيس
تأسست البلدية إثر دمج بلدية الرمثا، و بلدية البويضة.               